# Пана (Іллінойс)
Пана (англ. Pana) — місто (англ. city) в США, в окрузі Крістіан штату Іллінойс. Населення — 5199 осіб (2020).

## Географія
Пана розташована за координатами 39°23′41″ пн. ш. 89°5′27″ зх. д. / 39.39472° пн. ш. 89.09083° зх. д. (39.394604, -89.090809).  За даними Бюро перепису населення США в 2010 році місто мало площу 10,74 км², з яких 9,95 км² — суходіл та 0,80 км² — водойми.

## Демографія
Згідно з переписом 2010 року, у місті мешкало 5847 осіб у 2536 домогосподарствах у складі 1526 родин. Густота населення становила 544 особи/км².  Було 3084 помешкання (287/км²).
Расовий склад населення:
| - 98,4 % — білих - 0,6 % — азіатів - 0,1 % — чорних або афроамериканців |

До двох чи більше рас належало 0,7 %. Частка іспаномовних становила 0,8 % від усіх жителів.
За віковим діапазоном населення розподілялося таким чином: 23,3 % — особи молодші 18 років, 56,0 % — особи у віці 18—64 років, 20,7 % — особи у віці 65 років та старші. Медіана віку мешканця становила 41,6 року. На 100 осіб жіночої статі у місті припадало 91,5 чоловіків;  на 100 жінок у віці від 18 років та старших — 87,2 чоловіків також старших 18 років.
Середній дохід на одне домашнє господарство  становив 40 534 долари США (медіана — 32 399), а середній дохід на одну сім'ю — 48 801 долар (медіана — 45 430). Медіана доходів становила 36 542 долари для чоловіків та 25 962 долари для жінок. За межею бідності перебувало 25,3 % осіб, у тому числі 43,2 % дітей у віці до 18 років та 14,0 % осіб у віці 65 років та старших.
Цивільне працевлаштоване населення становило 2499 осіб. Основні галузі зайнятості: освіта, охорона здоров'я та соціальна допомога — 33,7 %, виробництво — 15,8 %, мистецтво, розваги та відпочинок — 9,7 %, роздрібна торгівля — 7,9 %.